# Afișaj Braille actualizabil

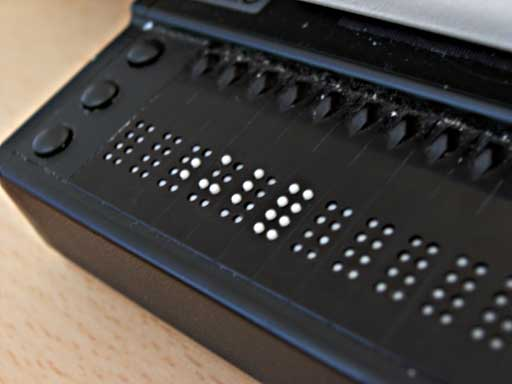
Afișaj Braille actualizabil

Afișorul Braille actualizabil sau terminalul Braille este un dispozitiv electro-mecanic care funcționează ca periferic al unui calculator și este folosit de către oamenii orbi pentru afișarea caracterelor din alfabetul Braille. Caracterele sunt formate prin ridicarea unor bețișoare cu capăt rotunjit prin grupuri de câte șase sau opt orificii (numărul maxim de puncte al unui caracter Braille) situate pe o suprafață plană.